# Muskelbruch
Als Muskelbruch oder Muskelhernie (Hernia muscularis) wird eine Ruptur der Faszie mit Hervortreten von Teilen des betroffenen Skelettmuskels bezeichnet. Ein Muskelbruch entsteht entweder durch äußere Gewalteinwirkung oder nach Operationen. Beim Tibialis-anterior-Syndrom kommt es durch die Druckerhöhung in der Extensorenloge zu einer Hernie am Oberrand des Musculus tibialis anterior. Muskelhernien treten vor allem am Musculus biceps brachii, im Bereich der Unterarm-, der vorderen Oberschenkel- und der Unterschenkelmuskulatur auf.
Eine Muskelhernie zeigt sich in rezidivierenden Muskelschmerzen, die unter Belastung zunehmen. Die lokale Muskelschwellung ist meist wenig schmerzhaft und bei erschlaffter Muskulatur am besten fühlbar, während sie unter Anspannung des Muskels verschwindet. Die Muskellücke kann häufig mit einem Finger palpiert werden. Die Diagnose lässt sich am besten mittels Sonografie stellen.
Eine Muskelhernie kann nur operativ durch Naht der gerissenen Faszie behoben werden, die jedoch nur bei starken Beschwerden durchgeführt wird. Wenn der Fasziendefektverschluss zu einem erhöhten Druck in der betroffenen Muskelloge führen könnte, kann auch eine Erweiterung des Fasziendefekts (Fasziotomie) angezeigt sein.